# The Pinnacle (Chicago)
Pour les articles homonymes, voir The Pinnacle (homonymie).
The Pinnacle est un gratte-ciel résidentiel du centre-ville de Chicago, dans l'Illinois. Il se trouve au 21 East Huron Street, dans le quartier financier du Loop et a été conçu par l'architecte Lucien Lagrange, d'origine française, puis développé par la Société Fordham. Achevé en 2004, le bâtiment culmine à une hauteur de 169 mètres et possède 49 étages. Le Pinnacle abrite une salle de dégustation de vin.